# Familien Danmark
Familien Danmark er en dansk dokumentarfilm fra 1994, der er instrueret af Lise Roos.

## Handling
Dokumentarfilm i tre dele, der portrætterer familien Danmark. En familie fra Valby bytter i 14 dage plads med en familie fra Harlev. Alt byttes ud, undtagen deres eget tøj.